# Саррьеги, Хосу
Хосу Саррьеги Сумаррага (исп. Josu Sarriegi Zumarraga; род. 19 января 1979, Ласкано, Страна Басков) — испанский футболист, центральный защитник.

## Клубная карьера
Профессиональную карьеру начинал в любительских баскских команд. В 1999 году подписал контракт с «Депортиво Алавес». Дебютировал за основную команду состоялся 18 февраля 2001 года в матче против «Осасуны». В сезоне 2002/03 был отдан в аренду в «Эйбар». В сезоне 2004/05 Хосу принял участие в 28 играх за «Алавес» и помог клубу выйти в Премьер-лигу, но в следующем сезоне клуб вылетел обратно в Сегунду. Сезон 2006/07 провёл в «Атлетике» из Бильбао. В августе 2007 года перешёл в греческий «Панатинаикос». 26 ноября 2008 года забил победный гол в матче Лиги чемпионов против миланского Интера (1-0).
9 июля 2010 года 31-летний Саррьеги продлил контракт ещё на два сезона. В следующем году, после ухода Джибриля Сиссе и Жилберту Силва, Хосу был признан товарищами по команде в качестве нового капитана. В 2012 году завершил карьеру.